# بملن
بملن (به هلندی: Bemelen) یک منطقهٔ مسکونی در هلند است که در ایسدن-مارخراتن واقع شده‌است. بملن ۵۸۷ نفر جمعیت دارد.